# Brook Park (Ohio)
Brook Park ist eine City im Cuyahoga County im US-Bundesstaat Ohio, unmittelbar südwestlich von Cleveland. Das U.S. Census Bureau ermittelte bei der Volkszählung 2020 eine Einwohnerzahl von 18.595.
Brook Park ist 7,5 Quadratmeilen (19,5 km²) groß.

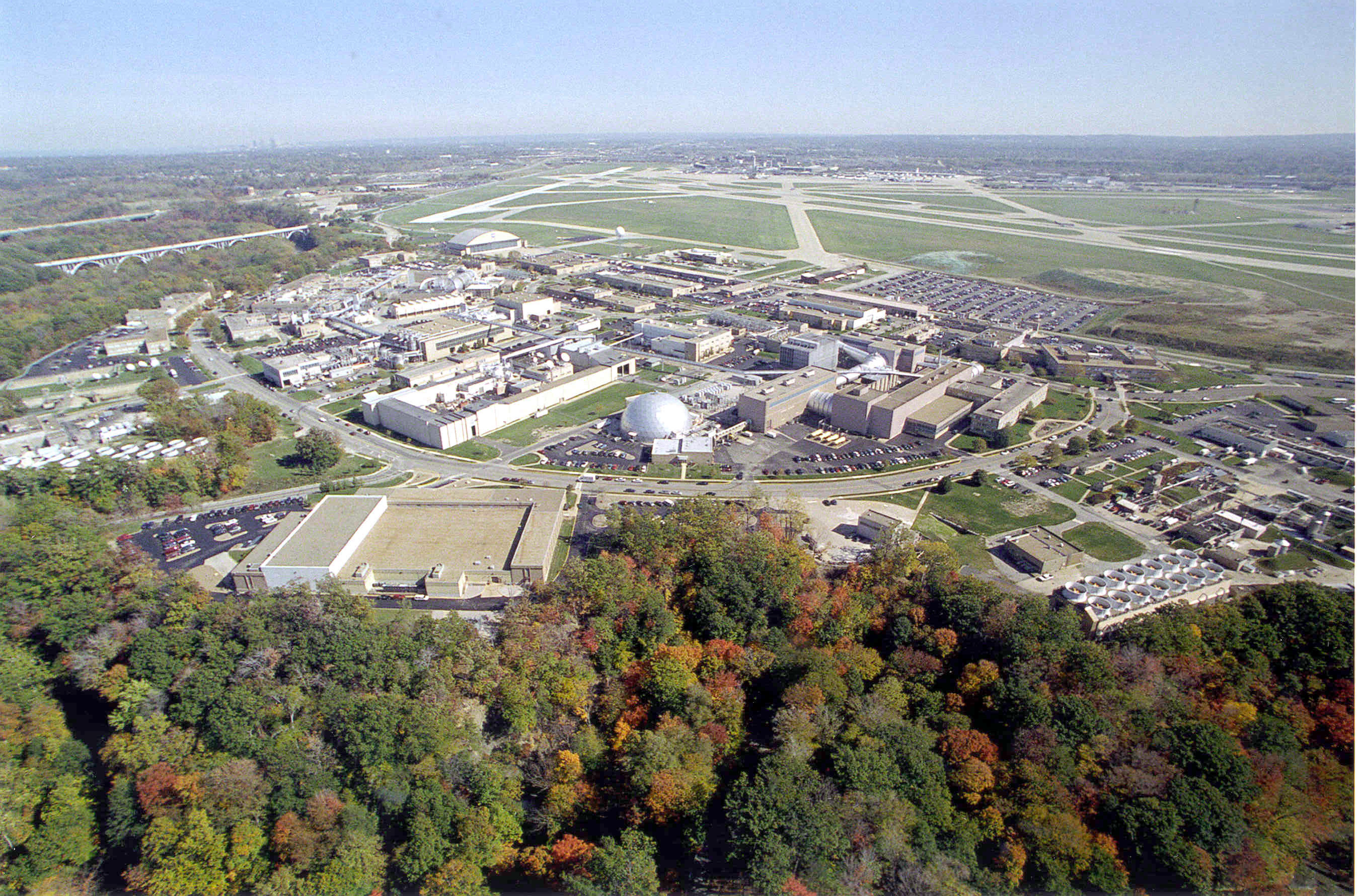
John H. Glenn Research Center, Blick Richtung Osten

Die Stadt ist Standort der US-Automobilindustrie; die Ford ist mit insgesamt drei Werken für Motoren und Gussteile vertreten. Ferner befindet sich hier das Glenn Research Center der NASA, das sich mit der Entwicklung von Luft- und Raumfahrttechnologien beschäftigt.
Das Stadtgebiet liegt 9,7 Meilen (15,6 km) südwestlich des Stadtzentrums von Cleveland entfernt und erstreckt sich über etwa 5,1 Meilen (8,2 km) in Ost-West- und etwa 2,25 Meilen (3,6 km) in Nord-Süd-Richtung. Es wird im Norden durch die Interstate 480, im Osten durch die West 130th Street (nach der Zählung von Cleveland) sowie im Süden durch den Straßenzug Sheldon Boulevard und Sheldon Road begrenzt. Im Westen bildet der Rocky River die Grenze.
Nachbarstädte und -gemeinden sind im Uhrzeigersinn: Fairview Park und Cleveland im Norden, Parma und Parma Heights im Osten, Middleburg Heights und Berea im Süden sowie Olmsted und North Olmsted im Westen.
In der westlichen Hälfte des umrissenen Gebietes befindet sich der Cleveland Hopkins International Airport; dieser befindet sich gänzlich auf Clevelander Gebiet und ragt von Nordosten her tief in das Stadtgebiet hinein bis fast an die südliche Grenzlinie. Die Fordwerke liegen östlich, das Glenn Research Center westlich des Flughafens.
Die östliche Hälfte des Stadtgebiets ist durch kleinteilige Bebauung geprägt, wie sie für US-amerikanische Vororte mittleren Alters typisch ist. Etwa auf halber Höhe verläuft entlang der Snow Road ein 1,6 Meilen (2,6 km) langer Commercial Strip  in Ost-West-Richtung. Im Nordosten der Stadt gibt es ferner einen großen regionalen Friedhof, den Holy Cross Cemetery.
Das Stadtgebiet ist – neben dem Flughafen – von zahlreichen Verkehrsadern durchschnitten, die überwiegend auf Cleveland zulaufen. Die Interstate 71 führt in Nord-Süd-Richtung etwa mittig durch die Stadt. Ferner gibt es eine Schnellstraße, die vom Kreuzungspunkt jener Autobahnen zum Flughafen führt. Ebenso durchziehen insgesamt drei Bahnstrecken der Norfolk Southern und der CSX in Nordost-Südwest-Richtung das Stadtgebiet.
Die Stadt verfügt über eine Schnellbahnverbindung nach Cleveland. Die Red Line der Greater Cleveland Regional Transit Authority verläuft vom Flughafen über eine der Eisenbahntrassen ins Stadtzentrum von Cleveland. Die beiden Stationen, Cleveland Hopkins International Airport und Brookpark (sic!), in Höhe der nördlichen Grenzlinie befinden sich aber noch auf Clevelander Gebiet.